# Ташмухамедов, Феликс Мастибекович
Феликс Мастибекович Ташмухамедов (21 декабря 1926, Хорог — 7 января 2018, Израиль) — таджикский и советский драматург, режиссёр, театральный педагог.

## Биография

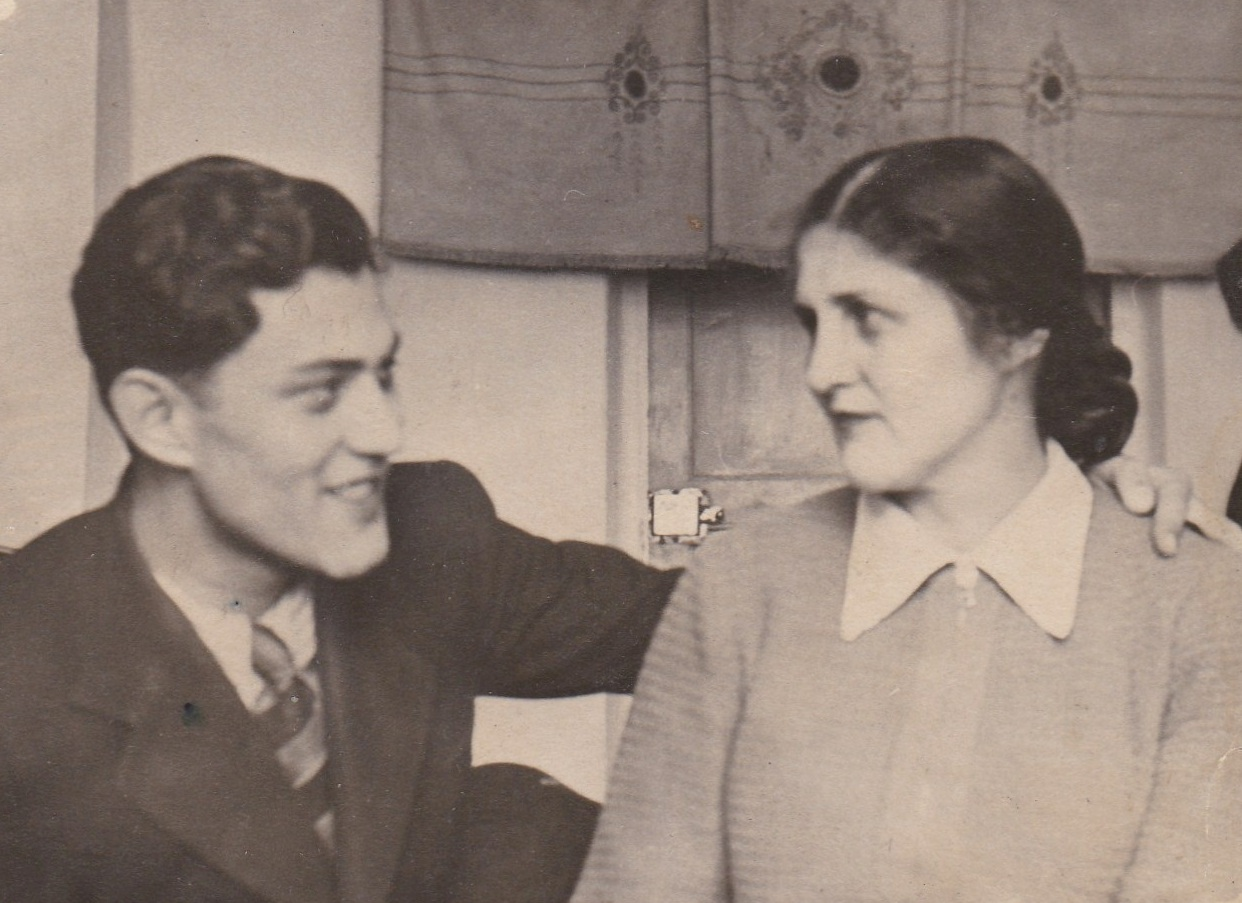
Ф. Ташмухамедов со своей матерью О. Ташмухамедовой

Родился в 1926 году в городе Хорог (Памир) в семье начальника погранотряда, чекиста С. М. Вейзагера (репрессированного в 1937 г. и расстрелянного в 1938 г.; реабилитирован в 1994 г.) и О.Назаровой (Ташмухамедовой). После вторичного брака матери был усыновлен Мастибеком Ташмухамедовым.
Трудовую деятельность начал в 16 лет (1942 г.) в качестве монтировщика (рабочего сцены) в Ленинградском театре комедии, в годы войны находившемся в эвакуации в Сталинабаде. Поступил на учебу на филологический факультет Учительского института, со второго курса ушел в трехгодичную театральную студию, которую закончил в 1947 году и получил диплом актера. В 1950 г. работал главным режиссёром театра в городе Кулябе.
В 1951 году закончил Высшие режиссёрские курсы при Ленинградском театральном институте имени А. Н. Островского. После получения диплома с 1951 по 1953 гг. работал главным режиссёром в драматическом театре города Хорог (Памир), одновременно являлся директором Дома Народного Творчества. В 1957 году закончил ГИТИС им. А. В. Луначарского. На протяжении 35 лет работал режиссёром и главным режиссёром русского драматического театра им. В. В. Маяковского в г. Душанбе. С 1962 по 1965 годы являлся начальником Управления искусств Таджикистана. По инициативе Ташмухамедова Ф. М. была организована театральная студия, подготовившая более тридцати профессиональных актёров.
За годы режиссёрской деятельности осуществил постановку более 80 спектаклей по произведениям Бернарда Шоу, Ремарка, Сент-Экзюпери, Жана Ануя, А. Н. Островского, А. П. Чехова, В. В. Маяковского, Э. В. Брагинского, А. И. Гельмана, С.Улугзаде, А. Н. Афиногенова, А. Н. Арбузова, Л. Г. Зорина и многих других. В оформлении спектаклей принимали участие известные театральные художники М.Шипулин, В.Серебровский, М.Мухин, В.Виданов.
Член Союз писателей СССР с 1956 года, автор двадцати семи пьес, многие из которых ставились на сценах театров Москвы, Алма-Аты, Ташкента, Душанбе, Хорога и других городов. В 1980-е годы избирался секретарем союза театральных деятелей Таджикистана.
После распада СССР уехал из Таджикистана. Член МГО Союза писателей России с 1995 года.
Скончался на 92 году жизни после долгой и тяжелой болезни в Израиле. Похоронен на кладбище г. Беер-Шева.

## Награды
- Орден «Знак Почёта» (19 декабря 1986 года) — за заслуги в развитии советского театрального искусства и в связи с шестидесятилетием со дня рождения[1].
- Пять медалей СССР.

## Пьесы
- «Знаменитый жених» (1951), издавалась в сборнике избранной драматургии Ф. М. Ташмухамедова «Эстафета» — Москва: «Советский писатель», 1986
- «Сказание гафиза» (1951), издана Москва: «Искусство», 1958
- «Потерянная слава» (1951), издана Москва: «Искусство», 1957
- «Ущелье голубой реки» (1955), издавалась в сборниках избранной драматургии Ф. М. Ташмухамедова «Звездная страна» — Душанбе: «Ирфон», 1976, «Эстафета» — Москва: «Советский писатель», 1986
- «Жизнь зовет» (1957), издана Душанбе: «Ирфон», 1959
- «Живые покойники» (1960)
- «Отважная Саодат» (1963), издавалась в сборнике избранной драматургии Ф. М. Ташмухамедова «Эстафета» — Москва: «Советский писатель» , 1986
- «Путешествие на Луну» (1964), издавалась в сборнике избранной драматургии Ф. М. Ташмухамедова «Звездная страна» — Душанбе: «Ирфон», 1976,
- «Трансвааль в огне» (1970)
- «Гостья с Памира, или чудеса в гостинице» (1973), издавалась в сборниках избранной драматургии Ф. М. Ташмухамедова «Звездная страна» — Душанбе: «Ирфон», 1976, «Эстафета» — Москва: «Советский писатель», 1986
- «Ночная разведка» (1975), издавалась в сборниках избранной драматургии Ф. М. Ташмухамедова «Звездная страна» — Душанбе: «Ирфон», 1976, «Эстафета» — Москва: «Советский писатель», 1986
- «Эстафета» (1977), издавалась в сборнике избранной драматургии Ф. М. Ташмухамедова «Эстафета» — Москва: «Советский писатель», 1986
- «Звездная страна» (1980), издавалась в сборнике избранной драматургии Ф. М. Ташмухамедова «Эстафета» — Москва: «Советский писатель», 1986